# Thiago Alcántara
Thiago Alcântara do Nascimento (San Pietro Vernotico, 11 april 1991) is een Spaans-Braziliaans voormalig voetballer en huidig voetbaltrainer die doorgaans als middenvelder speelde. Hij doorliep de jeugdopleiding van FC Barcelona en speelde vervolgens voor de hoofdmacht van de Catalanen. Daarna zette hij zijn profcarrière voort bij Bayern München en Liverpool. Alcântara debuteerde in 2011 in het Spaans voetbalelftal. In de zomer van 2024 was hij stagiair en assistent-trainer bij FC Barcelona onder leiding van Hansi Flick.
Alcântara is een zoon van de voormalig Braziliaans international Mazinho, die in 1994 wereldkampioen werd en bij onder meer Vasco da Gama en Valencia speelde. Zijn twee jaar jongere broer Rafinha stroomde ook door vanuit de jeugdopleiding van FC Barcelona.

## Carrière

### Jeugd
Thiago werd geboren in het Italiaanse San Pietro Vernotico in de periode dat zijn vader bij Lecce speelde. In 1992 verhuisde het gezin naar São Paulo, gevolgd door een nieuwe verhuizing in 1994 naar Spanje. Thiago begon met voetballen bij het Galicische Nigrán. In 2001 verhuisde hij naar Rio de Janeiro. Thiago speelde aanvankelijk in het schoolteam van het Colégio Anglo-Americano, waar hij werd opgemerkt door Flamengo. Samen met zijn teamgenoot Rodrigo Moreno Machado ging hij naar de jeugdopleiding van deze profclub. In 2004 vertrokken zowel Thiago als Rodrigo met hun familie naar Vigo. Ureca werd de nieuwe club van beide jonge voetballers, waar ze werden opgemerkt door de profclubs.

### FC Barcelona
Thiago ging in 2005 samen met zijn broertje Rafael naar FC Barcelona's jeugdopleiding. In het seizoen 2006/07 speelde Thiago in het Cadete A-team, samen met onder meer Gai Assulin. In de zomer van 2007 liet trainer Josep Guardiola hem in de voorbereiding meespelen met FC Barcelona B. In het seizoen 2007/08 speelde hij echter vooral voor de Juvenil A, het hoogste jeugdelftal van de club. Op 12 oktober 2007 maakte Thiago zijn debuut voor het tweede elftal met een invalbeurt voor Eneko Fernández tegen Igualada in de Tercera División. Op 5 september 2007 debuteerde Thiago in het eerste elftal van FC Barcelona. In de halve finale van de Copa de Catalunya tegen Girona kwam de middenvelder als vervanger van Xavi Torres in het veld. Op 17 mei 2009 maakte hij zijn debuut in de Primera División tegen Real Mallorca. Na 73 minuten kwam hij als vervanger van Eiður Guðjohnsen in het veld. Op 20 februari 2010 maakte hij in de gewonnen wedstrijd tegen Racing Santander (4–0) zijn eerste doelpunt in de Primera División. In 2011 won Thiago met FC Barcelona de Spaanse landstitel en de UEFA Champions League.

### Bayern München
Thiago tekende in juli 2013 een contract bij Bayern München. Dat betaalde circa €25.000.000,- voor hem aan FC Barcelona. Hij won in zijn eerste jaar bij Bayern München zowel de Bundesliga, de FIFA Club World Cup als de DFB-Pokal. Trainer Josep Guardiola maakte in ongeveer de helft van de wedstrijden dat seizoen gebruik van hem. Een knieblessure maakte in maart 2013 een einde aan zijn seizoen. Het duurde uiteindelijk tot april 2015 voor Thiago terugkeerde op het veld. Zodoende kon hij dat seizoen nog zeven wedstrijden bijdragen aan een volgend landskampioenschap. Thiago kwam in zijn derde jaar in Duitsland meer in actie, maar werd nooit een consequente basisspeler. Na drie jaar onder Josep Guardiola, wisselde Bayern München vanaf juli 2016 regelmatig van hoofdtrainer. Thiago kreeg in het seizoen 2016/17 onder Carlo Ancelotti meer basisplaatsen dan ooit. Jupp Heynckes maakte in het seizoen 2017/18 ook regelmatig gebruik van hem, maar een dijbeenblessure opgelopen in november 2017 kostte hem weer drie maanden revalideren. In het seizoen 2018/19 speelde hij onder Niko Kovač meer dan ooit. Hij kwam dat jaar dertig competitiewedstrijden in actie, waarvan zesentwintig als basisspeler. Hij won dat seizoen zijn zesde opeenvolgende landskampioenschap met Bayern, alsook zijn tweede DFB-Pokal en derde DFL-Supercup. In het seizoen 2019/20 won Thiago zijn eerste treble met Bayern. Zowel de Bundesliga als de DFB-Pokal werden dit seizoen gewonnen. In de UEFA Champions League-finale was Bayern met 1–0 te sterk voor Paris Saint-Germain.

### Liverpool
In september 2020 tekende Thiago een vierjarig contract bij Liverpool, waarmee een bedrag van ongeveer €30.000.000,- was gemoeid. Op 20 september maakte hij in de 2-0 overwinning op Chelsea zijn debuut voor de club. Op 8 mei 2021 maakte hij zijn eerste doelpunt voor Liverpool, in de met 2-0 gewonnen wedstrijd tegen Southampton. Hij speelde dertig wedstrijden in zijn eerste seizoen in Engeland. In zijn tweede seizoen won Thiago met Liverpool beide nationale bekers, maar verloor hij de Champions League van Real Madrid. Ook verloor het nipt de strijd om het kampioenschap van Manchester City. Zelf kan hij dat seizoen tot twee goals en vijf assists, waar hij in het seizoen bleef steken op slechts één goal. 
Ondanks meerdere blessures speelde Thiago in het seizoen 2022/23 28 wedstrijden in alle competities. Op 26 april 2023 raakte hij geblesseerd aan de heup, waarna hij ruim negen maanden eruit lag. Op 4 februari 2024 maakte hij zijn rentree tegen Arsenal in de laatste vijf minuten van de wedstrijd, maar daarna stond hij opnieuw aan de kant, ditmaal met een spierblessure. Op 17 mei 2024 maakte Liverpool bekend dat zijn contract, dat aan het einde van het seizoen afliep, niet zou worden verlengd.
Op 7 juli 2024 kondigde Thiago aan dat hij met pensioen gaat van het profvoetbal.

### Na het voetbal
Op 17 juli 2024 kondigde FC Barcelona de terugkeer van Thiago aan bij zijn oude club. Hij werd stagiair-assistent-coach onder Hansi Flick. Flick koos Thiago vanwege de goede band die ze hadden tijdens hun gezamenlijke tijd bij Bayern München. Thiago spreekt onder andere Duits en Spaans, waardoor hij de vertaalslag tussen de coach en de spelers kan maken. Op 16 augustus 2024 trok hij zich om privéredenen terug uit zijn rol. Later bleek het om belastingtechnische redenen te gaan, Thiago zal in januari 2025 terugkeren in de staf.

## Clubstatistieken
| Seizoen     | Club           | Competitie       | Competitie | Competitie | Competitie | Beker | Beker | Beker | Internationaal | Internationaal | Internationaal | Totaal | Totaal | Totaal |
| Seizoen     | Club           | Competitie       | Wed.       | Dlp.       | Ass.       | Wed.  | Dlp.  | Ass.  | Wed.           | Dlp.           | Ass.           | Wed.   | Dlp.   | Ass.   |
| ----------- | -------------- | ---------------- | ---------- | ---------- | ---------- | ----- | ----- | ----- | -------------- | -------------- | -------------- | ------ | ------ | ------ |
| 2008/09     | FC Barcelona   | Primera Division | 1          | 0          | 0          | 0     | 0     | 0     | —              | —              | —              | 1      | 0      | 0      |
| 2009/10     | FC Barcelona   | Primera Division | 1          | 1          | 0          | 1     | 0     | 0     | 0              | 0              | 0              | 2      | 1      | 0      |
| 2010/11     | FC Barcelona   | Primera Division | 12         | 2          | 0          | 3     | 1     | 2     | 1              | 0              | 1              | 16     | 3      | 3      |
| 2011/12     | FC Barcelona   | Primera Division | 27         | 2          | 4          | 9     | 2     | 2     | 9              | 0              | 2              | 45     | 4      | 8      |
| 2012/13     | FC Barcelona   | Primera Division | 27         | 2          | 5          | 7     | 1     | 4     | 2              | 0              | 0              | 36     | 3      | 9      |
| Club Totaal | Club Totaal    | Club Totaal      | 68         | 7          | 9          | 20    | 4     | 8     | 12             | 0              | 3              | 100    | 11     | 20     |
| 2013/14     | Bayern München | Bundesliga       | 16         | 2          | 4          | 3     | 0     | 0     | 6              | 1              | 1              | 25     | 3      | 5      |
| 2014/15     | Bayern München | Bundesliga       | 7          | 0          | 0          | 2     | 0     | 0     | 4              | 2              | 1              | 13     | 2      | 1      |
| 2015/16     | Bayern München | Bundesliga       | 27         | 2          | 4          | 6     | 1     | 0     | 9              | 1              | 4              | 42     | 4      | 8      |
| 2016/17     | Bayern München | Bundesliga       | 27         | 6          | 5          | 5     | 1     | 1     | 9              | 2              | 3              | 41     | 9      | 9      |
| 2017/18     | Bayern München | Bundesliga       | 19         | 2          | 2          | 3     | 2     | 2     | 10             | 3              | 0              | 32     | 7      | 4      |
| 2018/19     | Bayern München | Bundesliga       | 30         | 2          | 6          | 7     | 1     | 0     | 5              | 0              | 2              | 42     | 3      | 8      |
| 2019/20     | Bayern München | Bundesliga       | 24         | 3          | 0          | 6     | 0     | 0     | 10             | 0              | 2              | 40     | 3      | 2      |
| Club Totaal | Club Totaal    | Club Totaal      | 150        | 17         | 21         | 32    | 5     | 3     | 53             | 9              | 13             | 235    | 31     | 37     |
| 2020/21     | Liverpool      | Premier League   | 24         | 1          | 0          | 2     | 0     | 0     | 4              | 0              | 0              | 30     | 1      | 0      |
| 2021/22     | Liverpool      | Premier League   | 25         | 1          | 4          | 4     | 0     | 1     | 10             | 1              | 0              | 39     | 2      | 5      |
| 2022/23     | Liverpool      | Premier League   | 18         | 0          | 0          | 5     | 0     | 1     | 5              | 0              | 0              | 28     | 0      | 1      |
| 2023/24     | Liverpool      | Premier League   | 1          | 0          | 0          | 0     | 0     | 0     | 0              | 0              | 0              | 1      | 0      | 0      |
| Club Totaal | Club Totaal    | Club Totaal      | 68         | 2          | 4          | 11    | 0     | 2     | 19             | 1              | 0              | 98     | 3      | 6      |
| TOTAAL      | TOTAAL         | TOTAAL           | 286        | 26         | 34         | 63    | 9     | 13    | 84             | 10             | 16             | 433    | 45     | 63     |

Bijgewerkt tot 22 februari 2024.

## Interlandcarrière
Thiago verkoos de Spaanse elftallen boven Brazilië. Op 1 oktober 2007 speelde hij tegen San Marino zijn eerste wedstrijd in het jeugdelftal onder 17. De middenvelder maakte twee doelpunten in de wedstrijd, die met 6–0 werd gewonnen. In mei 2008 behoorde hij tot de selectie die het Europees kampioenschap –17 in Turkije won. Thiago scoorde tweemaal uit een vrije trap in de groepswedstrijd tegen Frankrijk en vanuit een strafschop in de finale tegen wederom Frankrijk. In juli 2009 behoorde hij tot de Spaanse selectie voor het EK –19. Een jaar later werd hij eveneens opgeroepen voor het Europees kampioenschap. In de eerste wedstrijd van de groepsfase scoorde hij de gelijkmaker in de gewonnen wedstrijd tegen Kroatië (2–1). In juni 2011 werd Thiago met Spanje Europees kampioen op het EK –21. De middenvelder maakte in de finale tegen Zwitserland het tweede Spaanse doelpunt. Op 10 augustus 2011 debuteerde Thiago tegen Italië in het Spaans nationaal elftal. Op 17 mei 2016 werd hij opgenomen in de Spaanse selectie voor het Europees kampioenschap 2016 in Frankrijk. Spanje werd in de achtste finale uitgeschakeld door Italië (2–0).
Thiago maakte eveneens deel uit van de Spaanse selectie, die onder leiding van interim-bondscoach Fernando Hierro in 2018 deelnam aan het WK 2018 in Rusland. In groep B werd gelijkgespeeld tegen Portugal (3–3) en Marokko (2–2). Spanje won in de poulefase alleen van Iran (1–0). In de achtste finales trokken de Zuid-Europeanen in de strafschoppenreeks aan het kortste eind in een duel met gastland Rusland (3–4), nadat beide teams in de reguliere speeltijd plus verlenging op 1–1 waren blijven steken. Koke en Iago Aspas misten voor Spanje vanaf elf meter, oog in oog met de Russische doelman Igor Akinfejev. Thiago kwam in twee van de vier duels in actie.
| Interlands van Thiago Alcântara voor Spanje | Interlands van Thiago Alcântara voor Spanje | Interlands van Thiago Alcântara voor Spanje | Interlands van Thiago Alcântara voor Spanje | Interlands van Thiago Alcântara voor Spanje | Interlands van Thiago Alcântara voor Spanje | Interlands van Thiago Alcântara voor Spanje |
| №                                           | Datum                                       | Wedstrijd                                   | Uitslag                                     | Competitie                                  | Goals                                       |                                             |
| Als speler bij FC Barcelona                 | Als speler bij FC Barcelona                 | Als speler bij FC Barcelona                 | Als speler bij FC Barcelona                 | Als speler bij FC Barcelona                 | Als speler bij FC Barcelona                 | Als speler bij FC Barcelona                 |
| ------------------------------------------- | ------------------------------------------- | ------------------------------------------- | ------------------------------------------- | ------------------------------------------- | ------------------------------------------- | ------------------------------------------- |
| 1.                                          | 10 augustus 2011                            | Italië – Spanje                             | 2 – 1                                       | Vriendschappelijk                           |                                             |                                             |
| 2.                                          | 6 september 2011                            | Spanje – Liechtenstein                      | 6 – 0                                       | Kwalificatie EK 2012                        |                                             |                                             |
| 3.                                          | 11 oktober 2011                             | Spanje – Schotland                          | 3 – 1                                       | Kwalificatie EK 2012                        |                                             |                                             |
| Als speler bij Bayern München               |                                             |                                             |                                             |                                             |                                             |                                             |
| 4.                                          | 14 augustus 2013                            | Ecuador – Spanje                            | 0 – 2                                       | Vriendschappelijk                           |                                             |                                             |
| 5.                                          | 5 maart 2014                                | Spanje – Italië                             | 1 – 0                                       | Vriendschappelijk                           |                                             |                                             |
| 6.                                          | 12 oktober 2015                             | Oekraïne – Spanje                           | 0 – 1                                       | Kwalificatie EK 2016                        |                                             |                                             |
| 7.                                          | 13 november 2015                            | Spanje – Engeland                           | 2 – 0                                       | Vriendschappelijk                           |                                             |                                             |
| 8.                                          | 24 maart 2016                               | Italië – Spanje                             | 1 – 1                                       | Vriendschappelijk                           |                                             |                                             |
| 9.                                          | 1 juni 2016                                 | Zuid-Korea – Spanje                         | 1 – 6                                       | Vriendschappelijk                           |                                             |                                             |
| 10.                                         | 7 juni 2016                                 | Spanje – Georgië                            | 0 – 1                                       | Vriendschappelijk                           |                                             |                                             |
| 11.                                         | 13 juni 2016                                | Spanje – Tsjechië                           | 1 – 0                                       | EK 2016                                     |                                             |                                             |
| 12.                                         | 21 juni 2016                                | Kroatië – Spanje                            | 2 – 1                                       | EK 2016                                     |                                             |                                             |

Bijgewerkt op 28 juni 2016.

## Erelijst
| Competitie            |              |                                                               |              |              |
| Competitie            | Aantal       | Jaren                                                         |              |              |
| FC Barcelona          | FC Barcelona | FC Barcelona                                                  | FC Barcelona | FC Barcelona |
| --------------------- | ------------ | ------------------------------------------------------------- | ------------ | ------------ |
| UEFA Champions League | 1x           | 2010/11                                                       |              |              |
| UEFA Super Cup        | 1x           | 2011                                                          |              |              |
| FIFA Club World Cup   | 1x           | 2011                                                          |              |              |
| Primera División      | 4x           | 2008/09, 2009/10, 2010/11, 2012/13                            |              |              |
| Copa del Rey          | 1x           | 2011/12                                                       |              |              |
| Supercopa de España   | 2x           | 2010, 2011                                                    |              |              |
| Bayern München        |              |                                                               |              |              |
| UEFA Champions League | 1x           | 2019/20                                                       |              |              |
| FIFA Club World Cup   | 1x           | 2013                                                          |              |              |
| Bundesliga            | 7x           | 2013/14, 2014/15, 2015/16, 2016/17, 2017/18, 2018/19, 2019/20 |              |              |
| DFB-Pokal             | 4x           | 2013/14, 2015/16, 2018/19, 2019/20                            |              |              |
| DFL-Supercup          | 3x           | 2016, 2017, 2018                                              |              |              |
| Liverpool             |              |                                                               |              |              |
| FA Cup                | 1x           | 2021/22                                                       |              |              |
| EFL Cup               | 1x           | 2021/22                                                       |              |              |
| FA Community Shield   | 1x           | 2022                                                          |              |              |
| Spanje –21            |              |                                                               |              |              |
| UEFA EK onder 21      | 2x           | 2011, 2013                                                    |              |              |
| Spanje –17            |              |                                                               |              |              |
| UEFA EK onder 17      | 1x           | 2008                                                          |              |              |